# Fizična geografija
Fizična geografija je veja geografske znanosti, ki zajema skupino disciplin, katerim je skupno preučevanje naravnih preoblikovalnih dejavnikov zemeljskega površja. Prizadeva si za razumevanje naravne podobe geografskega okolja. Fizičnogeografske raziskave določajo vzorce rastlinskih in živalskih pasov, preučujejo procese, vezane na kamninsko zgradbo in geografsko širino, vpliv vode na pokrajino itd. Ta veja geografije je dodatno razdeljena na množico geografskih panog: matematično geografijo, geomorfologijo, klimatogeografijo, hidrogeografijo, pedogeografijo, fitogeografijo, zoogeografijo in nekatere druge.
Mnogo področij fizične geografije črpa izsledke iz geologije, kar pa še posebno velja za geomorfologijo.
Fizična geografija je v svoji znanosti kontrast družbeni geografiji, od katere se razlikuje po ciljni skupini preoblikovalnih dejavnikov po izvoru.

## Področja fizične geografije
- geomorfologija
- hidrologija
- glaciologija
- biogeografija
- klimatologija
- tloslovje
- obalna geografija
- oceanografija
- paleogeografija
- okoljska geografija
- površinska ekologija